# The Galaxy (magazine)
 (juillet 2023).
La mise en forme du texte ne suit pas les recommandations de Wikipédia : il faut le « wikifier ».
Les points d'amélioration suivants sont les cas les plus fréquents. Le détail des points à revoir est peut-être précisé sur la page de discussion.
- Les titres sont pré-formatés par le logiciel. Ils ne sont ni en capitales, ni en gras.
- Le texte ne doit pas être écrit en capitales (les noms de famille non plus), ni en gras, ni en italique, ni en « petit »…
- Le gras n'est utilisé que pour surligner le titre de l'article dans l'introduction, une seule fois.
- L'italique est rarement utilisé : mots en langue étrangère, titres d'œuvres, noms de bateaux, etc.
- Les citations ne sont pas en italique mais en corps de texte normal. Elles sont entourées par des guillemets français : « et ».
- Les listes à puces sont à éviter, des paragraphes rédigés étant largement préférés. Les tableaux sont à réserver à la présentation de données structurées (résultats, etc.).
- Les appels de note de bas de page (petits chiffres en exposant, introduits par l'outil «  Source ») sont à placer entre la fin de phrase et le point final[comme ça].
- Les liens internes (vers d'autres articles de Wikipédia) sont à choisir avec parcimonie. Créez des liens vers des articles approfondissant le sujet. Les termes génériques sans rapport avec le sujet sont à éviter, ainsi que les répétitions de liens vers un même terme.
- Les liens externes sont à placer uniquement dans une section « Liens externes », à la fin de l'article. Ces liens sont à choisir avec parcimonie suivant les règles définies. Si un lien sert de source à l'article, son insertion dans le texte est à faire par les notes de bas de page.
- La présentation des références doit suivre les conventions bibliographiques. Il est recommandé d'utiliser les modèles {{Ouvrage}}, {{Chapitre}}, {{Article}}, {{Lien web}} et/ou {{Bibliographie}}. Le mode d'édition visuel peut mettre en forme automatiquement les références.
- Insérer une infobox (cadre d'informations à droite) n'est pas obligatoire pour parachever la mise en page.

Pour une aide détaillée, merci de consulter Aide:Wikification.
Si vous pensez que ces points ont été résolus, vous pouvez retirer ce bandeau et améliorer la mise en forme d'un autre article.
Galaxy Magazine, ou The Galaxy, était un magazine mensuel américain fondé par William Conant Church et son frère Francis P. Church en 1866,,,. En 1868, Sheldon and Company a pris le contrôle financier du magazine, qui a finalement été absorbé par The Atlantic Monthly en 1878,. Parmi les contributeurs notables du magazine, on peut citer Mark Twain, Walt Whitman, Ion Hanford Perdicaris et Henry James,,,.

## Histoire
En 1861, après le début de la guerre de Sécession, William Church est correspondant de guerre pour le New York Evening Post, puis pour le The New York Times,. En 1863, après avoir quitté la guerre, William et son frère lancent le Army and Navy Journal et, en 1866, le magazine Galaxy. Oliver Wendell Holmes, qui avait nommé The Atlantic Monthly, pourrait avoir donné son nom au nouveau magazine.
Les frères Church publient et éditent le magazine pendant deux ans, de 1866 à 1868. La maison d'édition Sheldon and Company reprend la publication en 1868, et dix ans plus tard, en 1878, Sheldon cesse de publier le magazine, qui est alors absorbé par The Atlantic,. Francis Church travaille ensuite comme éditorialiste pour le New York Sun, où il écrit l'éditorial de Noël communément appelé "Yes, Virginia, there is a Santa Claus" (Oui, Virginie, il y a un Père Noël).

## Contributeurs notables
Après la publication du magazine en 1866, outre les frères Church, Frederic Beecher Perkins, un bibliothécaire bien connu et un rédacteur expérimenté, était rédacteur de bureau et Richard Grant White était un collaborateur éditorial qui rédigeait des articles spéciaux pour le magazine. Au fur et à mesure que des rubriques ont été ajoutés à la Galaxie, d'autres écrivains ont été ajoutés. George E. Pond, qui avait été rédacteur en chef adjoint du Army and Navy Journal, écrivit une chronique éditoriale (principalement politique) intitulée "Drift-Wood" sous le nom de "Phillip Quilibet" et S.S. Conant, qui était rédacteur en chef de Harper's Weekly, écrivit et fit des critiques pour le département des beaux-arts du Galaxy. James F. Meline rédigea des critiques de livres français et allemands, tandis que le Professor E.L. Youmans édita le Scientific Miscellany de 1871 à 1874. Carl Benson, connu dans sa vie privée sous le nom de Charles Astor Bristed, écrivit pour le département "Casual Cogitations".
The Galaxy publie de nombreuses nouvelles de Henry James, dont A Day of Days (1866), A Light Man (1869) et Madame de Mauves (1874). Mark Twain écrit une rubrique intitulée "Memoranda" pour le magazine de 1870 à 1871. La colonne d'introduction de Twain annonçait que son service proposerait "d'amples dissertations sur l'économie politique". Twain a ensuite contribué à plus de quatre-vingts articles pour The Galaxy, qui le payait 20 dollars par page pour sa colonne mensuelle, soit plus du double de son tarif habituel,.
En décembre 1866, The Galaxy publie le premier essai biographique du poète Walt Whitman, écrit par son ami John Burroughs et intitulé "Walt Whitman and His Drum-Taps",. Le magazine a ensuite publié quatre poèmes de Whitman, A Carol of Harvest (1867), Brother of All with Generous Hand (1870), Warble for Lilac-Time (1870) et 0 Star of France (1871). Le Galaxy a également publié les prémices de l'essai Democratic Vistas de Whitman en deux articles. La première partie, intitulée Democracy, fut publiée en décembre 1867 et la seconde, Personalism, parut en mai 1868. Edward F. Grier a écrit à propos du poète : « La position de Whitman en tant qu'auteur du Galaxy était importante pour sa fortune personnelle et sa réputation littéraire. La galaxie était respectable, populaire et payait généreusement. C'était aussi un lieu où Whitman pouvait se joindre à d'autres écrivains pour explorer la signification du nationalisme littéraire et de la démocratie culturelle pour la nouvelle ère. »

## Source
- (en) Cet article est partiellement ou en totalité issu de l’article de Wikipédia en anglais intitulé « The Galaxy (magazine) » (voir la liste des auteurs).